# Маја Новељић
Маја Новељић Ромчевић (Подгорица, 6. мај 1966) српска је филмска, телевизијска и позоришна глумица.

## Биографија
Маја је пријемни испит положила у Сарајеву, али је, због рата, глуму дипломирала на Факултету драмских уметности у Београду. Играла је у хрватској теленовели „Љубав у залеђу” (2005—2006) и постала позната као прва српска глумица која је играла у хрватској теленовели. Иако је остварила више улога на телевизији и у позоришту, највећу популарност је стекла у телевизијским серијама „Љубав и мржња” (2007—2008) и „Жене са Дедиња” (2011—2015).
Њен супруг Небојша Ромчевић је сценариста.

## Филмографија
| Год.       | Назив             | Улога            |
| ---------- | ----------------- | ---------------- |
| 1990-е     |                   |                  |
| 1993.      | Електра           |                  |
| 1997.      | Рођени сјутра     |                  |
| 2000-е     |                   |                  |
| 2001.      | Метла без дршке 2 | Верослава        |
| 2004.      | Парадокс          | Ката             |
| 2005—2006. | Љубав у залеђу    | Гога Цукић       |
| 2004—2006. | Стижу долари      | Гвозденова жена  |
| 2007—2008. | Љубав и мржња     | Новинарка Зденка |
| 2010-е     |                   |                  |
| 2011.      | Мешано месо       | Дара             |
| 2011—2015. | Жене са Дедиња    | Валерија Савић   |
| 2016.      | Андрија и Анђелка | Психотерапеут    |
| 2020-е     |                   |                  |
| 2021.      | Ургентни центар   | Љубина Коњовић   |
| 2021.      | Кидање            | Мајка            |

### Сценарио
Била је сарадник на писању сценарија за серију Хотел Балкан (2020).